# Conférence des évêques catholiques du Burundi
La Conférence des évêques catholiques du Burundi est une conférence épiscopale de l’Église catholique qui rassemble les ordinaires de la hiérarchie catholique au Burundi.
Elle est membre de l’Association des conférences épiscopales de l’Afrique centrale (ACEAC) et de fait du Symposium des conférences épiscopales d’Afrique et de Madagascar, (SECAM-SCEAM). Son président est après 2022 Bonaventure Nahimana (fi).

## Membres

### Conférence plénière
La conférence est composée des évêques du Burundi en activité et des évêques émérites.

### Présidents
Le président de la conférence est en 2023 Bonaventure Nahimana (fi), archevêque de Gitega et administrateur apostolique de Rutana (et aussi second vice-président de l’ACEAC), depuis le 15 décembre 2022.
Il y a précédemment eu :
- Joachim Ruhuna (fi), évêque de Ruyigi puis archevêque de Gitega, de 1980 à 1986 ;
- Évariste Ngoyagoye, évêque de Bujumbura, de 1986 à 1989, une première fois ;
- Bernard Bududira (fi), évêque de Bururi, de 1989 à 1997 ;
- Simon Ntamwana, archevêque de Gitega, de 1997 à 2004 ;
- Jean Ntagwarara (fi), évêque de Bubanza, de 2004 à 2007 ;
- Évariste Ngoyagoye à nouveau, devenu archevêque de Bujumbura, de 2007 à 2011 ;
- Gervais Banshimiyubusa, alors évêque de Ngozi, de 2011 au 10 mars 2017 ;
- Joachim Ntahondereye (fi), évêque de Muyinga, du 10 mars 2017 au 15 décembre 2022.

### Vice-présidents
Le vice-président de la conférence est en 2023 Salvator Niciteretse (pt), évêque de Bururi, depuis le 15 décembre 2012.

### Secrétaires généraux
Le secrétaire général de la conférence est en 2023 le frère Christian Nzinahora, depuis le 30 septembre 2020.

## Historique
La Conférence des évêques catholiques du Burundi est la continuité d’une première organisation regroupant les évêques du Burundi, la Conférence des ordinaires du Burundi, créée en 1963. Le changement de nom se fait en 1985, à l’occasion de la mise en conformité avec le Code de droit canonique tout juste publié.

## Sanctuaire
La conférence semble reconnaître comme national le sanctuaire Marie-Reine-de-la-Paix de Mugera (sv), en prolongation de sa déclaration comme « sanctuaire national » en 1961, dans le contexte flou de l’indépendance du pays.

### Note
1. ↑  Le site gcatholic.org ne semble pas connaître le sanctuaire Marie-Reine-de-la-Paix de Mugera (sv), et ne compte donc pas de sanctuaire national au Burundi[6].